# ТЕС Бенха
ТЕС Бенха – теплова електростанція на півночі Єгипту. Розташована в південній частині дельти Нілу, у 3 км від столиці губернаторства Кальюбія міста Бенха та у 40 км від околиць Каїру. 
Станція Бенха стала однією з багатьох парогазових ТЕС,  споруджених в Єгипті починаючи з другої половини 2000-х. У 2014 році тут ввели в експлуатацію один енергоблок, обладнаний двома газовими турбінами General Electric типу 9FA, які через котли-утилізатори живлять одну парову турбіну італійської компанії Ansaldo. Потужність кожної турбін становить 250 МВт. 
Забір води охолодження відбувається в одному з рукавів дельти Ніла.
Як паливо станція споживає природний газ (можливо відзначити, що через Бенху проходить газопровід Тальха – Каїр).